# Motorola Droid Razr Maxx HD
De Motorola Droid Razr Maxx HD is een smartphone van de Amerikaanse fabrikant Motorola en is uitgebracht in oktober 2012. De telefoon komt uit in het zwart en in het wit.

## Interface
De Razr HD draait op het besturingssysteem Android, versie 4.1 (ook wel Ice Cream Sandwich genoemd). Bovenop Android heeft Motorola zijn eigen Motoblur gelegd, een interface vergelijkbaar met HTC's Sense en Samsungs TouchWiz. De grafische schil is meer bij de standaard interface van zijn moederbedrijf Google gebleven.

## Hardware
De smartphone heeft een Super amoled-scherm van 4,7 inch groot met een resolutie van 1280 bij 720 pixels, wat neerkomt op een pixeldichtheid van 312 ppi. Op de behuizing bevinden zich geen knoppen, deze verschijnen op het scherm. In het toestel bevindt zich een batterij met een capaciteit van 3300 mAh en een dualcore-processor met een kloksnelheid van 1,5 GHz. De Maxx HD heeft twee camera's. De camera aan de achterkant heeft een resolutie van 8 megapixel en beschikt over een flitser. De camera aan de voorkant om te kunnen videobellen heeft een resolutie van 1,3 megapixel.